# Лост-Нейшен (Айова)
Лост-Нейшен (англ. Lost Nation) — місто (англ. city) в США, в окрузі Клінтон штату Айова. Населення — 434 особи (2020).

## Географія
Лост-Нейшен розташований за координатами 41°58′0″ пн. ш. 90°49′0″ зх. д. / 41.96667° пн. ш. 90.81667° зх. д. (41.966599, -90.816717).  За даними Бюро перепису населення США в 2010 році місто мало площу 1,65 км², уся площа — суходіл.

## Демографія
Згідно з переписом 2010 року, у місті мешкало 446 осіб у 201 домогосподарстві у складі 120 родин. Густота населення становила 271 особа/км².  Було 221 помешкання (134/км²).
Расовий склад населення:
| - 99,1 % — білих - 0,9 % — чорних або афроамериканців |

До двох чи більше рас належало 0,0 %. Частка іспаномовних становила 1,3 % від усіх жителів.
За віковим діапазоном населення розподілялося таким чином: 23,3 % — особи молодші 18 років, 57,0 % — особи у віці 18—64 років, 19,7 % — особи у віці 65 років та старші. Медіана віку мешканця становила 44,2 року. На 100 осіб жіночої статі у місті припадало 91,4 чоловіків;  на 100 жінок у віці від 18 років та старших — 95,4 чоловіків також старших 18 років.
Середній дохід на одне домашнє господарство  становив 51 032 долари США (медіана — 40 714), а середній дохід на одну сім'ю — 54 871 долар (медіана — 41 583). За межею бідності перебувало 30,0 % осіб, у тому числі 50,3 % дітей у віці до 18 років та 14,3 % осіб у віці 65 років та старших.
Цивільне працевлаштоване населення становило 223 особи. Основні галузі зайнятості: виробництво — 20,2 %, освіта, охорона здоров'я та соціальна допомога — 19,7 %, сільське господарство, лісництво, риболовля — 13,9 %, роздрібна торгівля — 13,0 %.